# Lorenz Maierhofer
Lorenz Maierhofer (* 29. September 1956 in Feldbaum) ist Komponist, Poet, Maler, Zeichner sowie international tätig als Autor, Dozent, Musiker, Dirigent, Juror, Sprach-Performer und Medienkünstler.

## Leben
Lorenz Maierhofer stammt aus dem weststeirischen Schilcherland.
Nach Studien in Graz war er Pädagoge für die Fächer Englisch und Musik (1977–2002); er war auch international tätig als Lehrbeauftragter und Dozent in der Musiklehrer- und Chorleiterfortbildung. Darüber hinaus komponierte und arrangierte er, spielte Violine und Trompete in Orchestern und Ensembles, er dirigierte Chöre, und er zeichnete auch immer wieder Musik in Feldforschungs-Projekten auf - im alpenländischen Raum sowie in Kanada, USA, Bolivien und Südafrika. Er war auch künstlerischer Leiter und Moderator in Radio- und Fernsehsendungen (z. B. „WIR - SING MIT“, 2 mal 12 Live-Sendungen im österreichischen Fernsehen, ORF - 1986, 1988)
Mit 46 Jahren beendete Lorenz Maierhofer all seine pädagogischen Tätigkeiten, um sich nach 2002 ausschließlich seinem kreativen Schaffen zu widmen. Nach und nach nahmen neben der Komposition mit dem Schwerpunkt im Bereich Chormusik auch das literarische Schreiben und die bildende Kunst einen festen Platz in seiner Arbeit ein. Inhaltlich steht der Mensch im Zentrum seiner künstlerischen Themen. Dabei interessieren ihn als vor allem philosophische, psychologisch und soziale Aspekte. Lorenz Maierhofer lebt in Kirchberg a. d. Raab im Steirischen Vulkanland der Südoststeiermark.

## Interpreten seiner Kompositionen
Lorenz Maierhofer leitet selbst mehrere professionelle Vokalensembles für Studio-Produktionen und Uraufführungen (CANTO LOMA, Multicultural Voices, WHAT4 u. a.)
Zahlreiche international konzertierende Ensembles haben Maierhofer-Werke interpretiert:
z. B. Durban Choral Society (Southafrica) / Wiener Sängerknaben / Vienna Art-Orchestra (Jazz-Band, Wien) / Walliser Kammerchor (Schweiz) / Chamber Choir „Essence of Joy“ (USA), Singakademie Graz (HIB.art.chor), Carinthia Millstatt (Kärnten), Stimmen aus Kärnten, Vokalforum Graz, Vocale Neuburg (Vorarlberg), De Carter (Südtirol), Corisorum (Südtirol), Carmina Mundi (Aachen), Kinderchor der Dresdner Philharmonie, Chor Zug (Schweiz), Coral Luisa Todi Setubal (Portugal), „voces 8“ (GB), A Coer Joie (Frankreich), Busan Metropolitan Junio Chorus (South Korea), Living Water Choir (Congo), Coral Colegio Humboldt (Venezuela), Chor Lastivka (Ukraine), Voces del Cielo (Bolivia) und viele andere.

## Lorenz Maierhofer on Stage
Auf der Bühne ist Lorenz Maierhofer präsent als Dozent, Dirigent und Musiker sowie als Literat und Sprach-Performer. Bei zahlreichen internationalen Festivals und Symposien ist er Vortragender zu Themen der Musik- und Chorarbeit sowie Leiter von Offenem Singen. Lange Jahre musizierte er in unterschiedlichen Ensembles mit seinen Instrumenten Violine, Trompete, Blockflöte, Steirische Harmonika, Hackbrett und Gitarre. Seit 2019 tritt er vor allem gemeinsam mit seinem kongenialen Bühnenpartner Fritz Hieger bei wenigen ausgewählten Veranstaltungen auf. In seinem literarisch-musikalischen Programm „MENSCH EGO - fast ein Kabarett“ thematisiert er mit seinen Texten und Chansons sozio-kulturelle Aspekte des Menschen im frühen 21. Jahrhundert - pointiert, tiefgründig und humorvoll. Immer wieder bindet er dabei improvisierend das Publikum ein. Mit dem 2022 erschienenen Buch „waldatmen - champagner aus dem wurzelreich“ führt er poetisch und musikalisch durch lyrisch verzweigte Gedankenlandschaften, hin zu besonderen Lichtungen und Dichtungen.

## Musikalische Publikationen (Auswahl)
Lorenz Maierhofers kompositorisches Werk zeichnet sich durch eine große stilistische Breite aus – mit zeitgenössischen und historischen Klangsprachen wie auch solchen des Jazz, Gospel Chanson, Pop, Weltmusik und der alpenländischen Volksmusik. Sein Œuvre als Komponist reicht vom szenischen Bühnenwerk bis hin zur zeitgenössischen Klang-Collage, vom Streichquartett bis zur Vokalkomposition. Lorenz Maierhofer ist Herausgeber eines umfassenden Gesamtwerks zur Musik- und Chorpädagogik, seine Bücher zählen zu den Standardwerken im deutschsprachigen Raum und darüber hinaus.
Standardwerke für Musikpädagogik und Chor
- Sim Sala Sing – Das Liederbuch für die Grundschule (240 Seiten, musikpädagogisches Konzept, dazu 9 CDs und 1 DVD, Verlag Helbling). Ausgezeichnet mit dem VDS-Medienpreis 2006, Neuausgabe 2019
- Singen wir im Schein der Kerzen – Das Weihnachts- und Winterliederbuch für 6–12-jährige, 177 Lieder Songs, Sprechstücke, Kanons, Singspiele und Mini-Musicals (232 Seiten, dazu vier CDs sowie Audiodateien zum Download, Verlag Helbling 2010)
- Sing & Swing – Das Liederbuch für die Sekundarstufe (352 Seiten, dazu 10 CDs, Verlag Helbling).
- „Sing&Swing – Instrumental“. 6 instrumentale Spielhefte sowie transponierende Stimmen (Verlag Helbling)
- Highlights of Rock & Pop – Song-Collection aus 5 Jahrzehnten Rock-Pop-Geschichte (272 Seiten, dazu 9 CDs, Verlag Helbling)
- Tophits of the Charts - Song-Collection aus 5 Jahrzehnten Rock-Pop-Geschichte (250 Seiten, dazu 6 CDs, Verlag Helbling 2014)
- Sing & Swing – Das Chorbuch für den Schul- und Jugendchor SAA/SAB (328 Seiten, dazu 9 CDs als „Klingende Chorbibliothek“, Verlag Helbling)
- 4 Voices – Das Chorbuch für gemischte Stimmen SATB (384 Seiten, dazu 10 CDs als „klingende Chorbibliothek“, Verlag Helbling)
- pop4voices – Rock-Pop-Evergreen für gemischten Chor SATB (392 Seiten, dazu 6 CDs, Verlag Helbling, 2010)
- christmas 4 voices - für gemischten Chor SATB, (420 Seiten, dazu 6 CDs, Verlag Helbling, 2012)
- 3 voices - CHRISTMAS - für 3-stimmig gemischten Chor SAB (400 Seiten, dazu 3 CDs, 2015)
- 3 voices - Geistliche Chormusik - für 3-stimmig gemischten Chor (400 Seiten, dazu 3 CDs, 2016)
- 3 voices - Weltliche Chormusik - für 3-stimmig gemischten Chor (400 Seiten, dazu 3 CDs, 2018)

Stimmbildung und Körpererfahrung
- Sing Gymnastics – Vitalisierende Action- und Wellness-Songs für Schule, Chor und Zuhause (Notenausgabe inkl. Audio-CD und Video-Clips)
- Warm-ups – for voice and body – für kreative Stimmarbeit in Schule und Chor (Notenausgabe inkl. Audio-CD)
- Ethno-Kanons – multikulturelle Musik nach Themen aus 4 Kontinenten, für Schule und Chor (Notenausgabe inkl. Audio-CD)

Chorzyklen / Chorsammlungen / Chorhefte
- Der Herr segne und behüte dich – Neue geistliche Kompositionen für Chor SATB (Chorheft/CD)
- Have a nice day SATB – Songs und Hits für gemischten Chor (Chorheft)
- Inspirationals – multicultural earth-music, für gemischten Chor SATB (Chorheft/CD)
- New Gospel Train. Neue Kompositionen für Chor SATB (Chorheft/CD)
- Close to God's footprints – Songs and New Gospels for mixed voices SATB (Chorheft/CD)
- There is a Light – Gospel-Oratorium nach dem Lukas-Evangelium für Chor, Soli, Sprecher (Chorheft/CD)
- Das große Advents- und Weihnachtschorbuch. Für gemischten Chor (Chorbuch)
- Wo Man(n) singt – festlich und gesellig, 32 neue Kompositionen für Männerchor TTBB (Chorheft/CD)
- Segen will uns tragen – 33 neue geistliche Kompositionen für Männerchor TTBB (Chorheft/CD)
- Das Alpenländische Männerchorbuch (dazu CD mit dem Männerquartett briada)
- Hinterm Regn scheint die Sunn – 40 neue alpenländische Kompositionen für Chor SATB (Chorbuch/CD)
- Alpenländischer Advent – für gemischten Chor SATB sowie für TTBB und SAA (Chorheft/CD)
- Advent der Christenheit – Weihnachtliche Kompositionen für Chor SATB (Chorheft/CD)
- Eternal Christmas – Weihnachtliche Kompositionen für Chor SATB (Chorheft/CD)
- Wake up Africa - 16 choral pieces - Verlag Helbling, 2017 (Notenausgabe/CD)
- Open Singing for Choirs - 24 choral songs - Verlag Helbling, 2018 (Notenausgabe/CD)
- „Maierhofer- kompakt“ - 36 seiner beliebtesten Chor-Highlights, Verlag Helbling, 2022 (Notenausgabe für gemischten Chor / für Frauenchor / für Männerchor, Choraufnahmen zu allen Chorstücken in der HELBLING-Media App)

Messen
- Friedensmesse in G - für gemischten Chor SATB a cappella, optional mit Orgel/Streichorchester (Sprecher ad lib.) (Gesamtpartitur, Verlag Helbling), 2015, Englische Ausgabe 2021
- Missa de Anima. Für Chor SATB, Bariton-Solo, a cappella optional mit Orgel und/oder Trommel (Notenausgaben/CD, Verlag Helbling) Premiere in Portugal 2010
- Missa Harmonia Mundi. Für Chor a cappella oder mit Streichorchester/Orgel, latein/deutsch/englisch/spanisch/französisch, italienisch, holländisch, portugiesisch, koreanisch (Verlag Helbling), Premiere Sines/Portugal 2010
- Missa Lumen. Messe für Chor SATB, Soli, Streichorchester, Orgel 2007 (Notenausgaben/CD, Verlag Helbling), Premiere Graz 2007
- Ethno-Mass for peace. Ethno-Gospelmesse für Chor SATB, Sprecher und Percussion, Premiere in Durban/Southafrica 2004 (Notenausgaben/CD, Verlag Helbling)
- Missa Festiva, für 3 gemischte Stimmen SAB, a cappella oder vokal-instrumental (Notenausgabe/CD Verlag Helbling, 2017)
- Body&Soul – New-Gospel-Messe für Chor a cappella oder mit Instrumentalisten (Notenausgaben/CD, Verlag Helbling), 1998
- Vater Unser-Messe. Deutsche Messe für Chor, Soli, Orgel und/oder Streicher (Notenausgaben/CD, in einer Ausgabe für Requiem erschienen, Verlag Helbling), 2008
- Ruhe in Frieden - Messe zur Verabschiedung und zum Gedenken - Notenausgaben für verschiedene Chorbesetzungen, Verlag Helbling, 2017
- Deutsche Kanon-Messe – für das große Miteinander im Gottesdienst, 12 kombinierbare Notenausgaben für verschiedenen Chor- und Instrumentalbesetzungen, Premiere Salzburger Dom, 2004
- Kirchberger Singmesse/Kirchberger Weihnachtsmesse - deutsche Messe mit 2 Textfassungen, für Chor a cappella oder mit Instrumentalisten (Notenausgaben und CD), 1995/2018
- Alpenländische Mess'. Für Chor a cappella (Notenausgaben/CD), Premiere Stift St. Lamprecht, Neuausgabe mit alpenländischem und deutschem Text - 1997/2020

Oratorien
- Im Anfang war das Wort / In the Beginning was the Word. Oratorium nach dem Prolog zum Johannes-Evangelium, für gemischten Chor, Sopran- und Bariton-Solo, Solo-Violine, Orgel, Streichorchester, deutsch und englisch, Aufführungsdauer ca. 70 Minuten, Premiere 2009 in Graz (Notenausgaben/CD, Verlag Helbling)
- There is a Light. Chormusikalische Weihnachtsgeschichte nach dem Lukas-Evangelium, für Chor, Soli, Piano, Sprecher, (Ausgabe „basic“: für Chor a cappella und Sprecher, Aufführungsdauer ca. 30 Min. / Ausgabe „enriched“ - erweiterte Oratoriumsausgabe mit Chor-, Sprech- und Rezitativ-Teilen sowie durchgehender Klavierbegleitung, Aufführungsdauer ca. 45 Min. (Notenausgaben, CD, Verlag Helbling), 1999)

Zeitgenössische Kompositionen für Chor
- The Spirit of the Drum - für gemischten Chor SATB, Auftragswerk der Singakademie Graz, Uraufführung bei den „World Choir Games 2010“ in Shaoxing/China, Kategorie „Contemporary Composition“, weitere Aufführung bei der EXPO in Shanghai 2010, Siegerstück des Chores „Singakademie Graz“ bei der Chorolympiade in Südafrika 2018* Glory to the Lord - Komposition für gemischten Chor SATB + Sopran-Solo, a cappella oder mit Orgelbegleitung (2016, CHORUS XXI - Verlag Helbling)
- Eternal Hallelujah - Komposition für gemischten Chor und Soli, a cappella oder mit Orgelbegleitung (2017, CHORUS XXI - Verlag Helbling)
- Change - Komposition für Chor und Sopran Solo nach dem Text des Sufi-Mystikers RUMI (Chorserie HCCS 2018, Verlag Helbling)
- Art is free - Komposition für Chor und Solo - nach Zitaten von P. Picasso, F. Schiller, O. Wilde, F. Nietzsche - Verlag Helbling, 2019
- Zyklus Begegnungen/Encounters - monolog-e, dialog-e, trialog-e (2005, graphische Notation), erschienen in der internationalen Chorserie Chorus XXI (Verlag Helbling)
- zeit-im-puls, vokales Klangstück für Sing- und Sprechstimmen (2006)
- fremd, Komposition für 16 Sing- und Sprechstimmen (2007)
- Zyklus Memento -(Tempora/Omen/Vita) für gemischten Chor SATB (2009)
- YO-NA-MA - a mysterious prayer of Mother Earth, Auftragswerk der Singakademie Graz für die Norwegen-Tournee sowie den Chorwettbewerb in Bergen 2010

CHORSERIE HCCS - über 300 Chorwerke von Lorenz Maierhofer sind in dieser internationalen Chorserie im Verlag Helbling erschienen -
Auszug aus dem stilistisch vielfältigen Repertoire:
- Let's sing a welcome. Feststück für 2 gemischte Chöre, Bläser, Pauken (Begrüßungs-Hymnus für die „Word Choir Games 2008“ in Graz)
- I Paradisi. Arrangement des African Gospel für die „Wiener Sängerknaben“, 2007
- Musica aeterna. Konzertchor für gemischte Stimmen SATB und Sopran-Solo
- Übern See. alpine Pop-Ballade für gemischten Chor SATB a cappella oder mit Begleitung, 2009
- Der Weg, alpine Popballade für gemischten Chor, 2016
- Cantemus. Konzertstück für gemischte Stimmen, 2008
- Der Herr hat seinen Engeln befohlen. Psalmvertonung für 2 gemischte Chöre und Sopran-Solo (2007)
- Salzburger Ave Maria - für 3 gemischte Chöre und Soli, 2004
- Segen will uns tragen/May God bless my living. Geistliche Komposition, 2007
- Zünd a Liacht für di an (dt./ alpenländisch) 2019
- Bin bei dir (dt./ alpenländisch) 2019
- Rise, my spirit - Chorkomposition, 2021
- I am because we are - für gemischten Chor, 2021
- There's a new page for tomorrow, Popballade für Chor, 2021
- Before my Hallelujah Dies - zeitkritische Rockballade für Jazzchor, Verlag Helbling 2016
- Neigen sich die Stunden/Now it's time for leaving - internationaler Farewell-Song - erschienen in vielen Sprachen (Verlag Helbling)

Chansons und Popballaden - Auswahl aus mehreren Zyklen
- Ich will die Welt mit deinen Augen sehen - Solo + Piano, 2020
- Er ist hier fremd - Solo + Piano, 2020
- Der Mensch ist zu dumm - Solo + Piano
- Grenzen - Solo + Piano, 2020
- Schokolade in Kopf - Solo + Piano, 2020
- Man sagt die Liebe - Solo + Piano, 2020
- Tierische Weltbetrachtung - Solo + Piano, 2020
- Gar leise kriseln die Zeiten - Umwelt-Chanson, 2019
- Kürbiskernöl-Ballade - Solo + Piano, 2012
- Meine leisen Lieder - Solo + Piano, 2020
- Our Home is - (Dezember-Chanson aus „mein dezember - Verlag“ Helbling, 2020)
- Es wird ein Ros entspringen (Dezember-Chanson aus „mein dezember - Verlag“ Helbling, 2020)
- Krippen-Chanson (Dezember-Chanson aus „mein dezember - Verlag“ Helbling, 2020)
- Stille Nacht, helle Nacht (Dezember-Chanson aus „mein dezember - Verlag“ Helbling, 2020)
- Maria aus dem Nachbarhaus (Dezember-Chanson aus „mein dezember - Verlag“ Helbling, 2020)
- Weihnachten, wir sehn uns bald (Dezember-Chanson aus „mein dezember - Verlag“ Helbling, 2020)
- Oh hear the sound of silence (Dezember-Chanson aus „mein dezember - Verlag“ Helbling, 2020)
- There's a new page for tomorrow (Popballade, Solo-Ausgabe und Chorausgabe - Verlag Helbling, 2022)

Songs zur Sprachpädagogik
Lorenz Maierhofer hat zahlreiche Songs und Mini-Musicals für die englische Sprachpädagogik geschrieben, weltweit in vielen Ländern publiziert im Lehrwerk Playway to English (hg. Günter Gerngross/Herbert Puchta), Verlage Helbling/Klett-Verlag/Cambridge University Press
Instrumentalwerke für Solisten, Ensembles und Orchester
- einige Beispiele:
- The Chatting Trumpet - Konzertstück für Solo-Trompete im Bläserquartett, 2020, Verlag Helbling
- Friedensmesse in G - Ausgabe für Blasorchester, Arr. Anselm Schaufler, Verlag Helbling, 2021
- Musik für jede Gelegenheit - 3 Spielhefte im Verlag Fidula
- Diverse Bläserhefte im Verlag Helbling
- Swinging Relations - Kompositiopn für Big Band (Vienna Art Orchestra, 1986)
- Theatermusik „Odyssee“ - Produktion „Theater im Kürbis“, 2019
- Aspects of Silence -  Komposition für Klavier („ohne worte“, Lyrikband/Hörbuch-CD „beziehungs-leise“, Verlag Helbling, 2019)
- „Sentiment“ - Komposition für Klavier (2021)

## Werke als Poet und Sprachkünstler

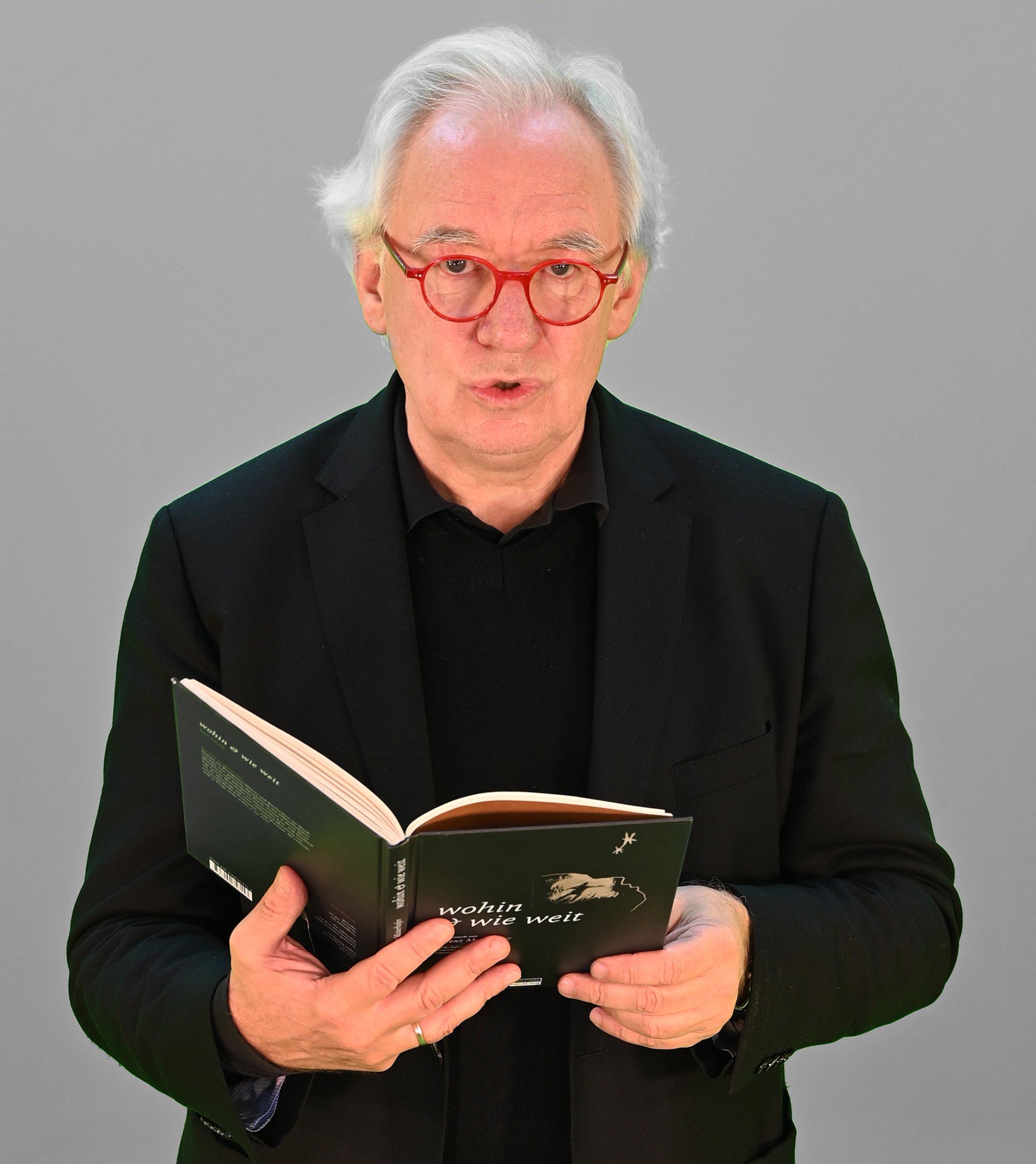
Lesung aus dem Lyrikband „Wohin & wie weit“

Lorenz Maierhofers Texte bewegen sich inhaltlich und sprachlich dicht, tiefgründig und mit feinsinnigem Humor nahe am Menschen und an der Zeit. Sein literarisches Schreiben – von ihm oft als Sprachmusik bezeichnet – ist charakterisiert von Rhythmus und Klang. Seine lyrischen Texte sind metaphernreich, rhetorisch strukturiert, abstrahierend und mitunter auch gereimt, auch seine Prosatexte sind durch eine besondere Rhythmik und Melodik gekennzeichnet.  Bei Lesungen setzt Lorenz Maierhofer seine Texte oft auch als  Sprachperformance um – er improvisiert dabei auch mit seiner Violine, Stimme und anderen Instrumenten sowie mit den Stimmen des Publikums.
Das Textrepertoire reicht von Gedichten und Balladen bis zu Aphorismen und Haikus, von prosaischen und experimentellen Texten bis zu Dramoletten und Hörstücken. 2019 war sein Kurzhörspiel „endzeittheater“ unter den Top-Nominierten sowohl beim „ORF-Ö1 Hörspielpreis TRACK 5“ wie auch beim „Berliner Hörspielfestival 2019“. 2022 steht sein Kurzhörspiel „Offbeat Emanzipation“ unter den Top-Nominierten sowohl bei ORF-Ö1 wie auch beim Berliner Hörspielfestival.
Einen besonderen literarischen Schwerpunkt bildet 2021 sein Zyklus „HIN.SEHN“ – Menschenbilder in sozial-ästhetischer Poetry - z. B. „Die Fremde“, „Die Schöne“, „Die Gewinnerin“, „Der Große“. Ob als Lesetext, als Hörstück, als szenische Bühnen-Performance, oder als Kunstfilm, die Themen und Figuren in seinen Texten fordern eindrücklich zur sozial-kritischen Reflexion heraus.
Namhafte Sprecher bzw. Schauspieler lesen Lorenz Maierhofers Texte (z. B. in den Hörbuch-Produktionen, Verlag Helbling): Beatrix Doderer, Johannes Silberschneider, Katharina Paul, Christian Reiner, Sinova O'gorman, David McShane, Peter Uray u. a.
Im Verlag HELBLING erschienene Lyrikbände bzw. Hörbücher: „wohin & wie weit“ (2018) / „beziehungs-leise - für zweisame und einsame“ (2019) / „mein dezember“ (2020) / „sing.art“ (2021), „waldatmen - champagner aus dem wurzelreich“ (2022)
Dramatische Werke
2022 schrieb Lorenz Maierhofer 2 abendfüllende dramatische Bühnenwerke:
- „Miss Jederfrau - die Blaue Planetin und ihre Pflege-Roboterin - ein episches Drama“, das als Sprechoper, als Sprechtheater, als Hörspiel oder inszenierte Lesung umgesetzt werden kann.
- „Klara“ - die musikalische Zukunftsgeschichte des ungeborenen Mädchens - für 2 Sprechstimmen, Chor und/oder Solostimmen, ein tanzendes Mädchen. Das berührende Bühnenstück wird begleitet mit Visuals aus Lorenz Maierhofers Bilderzyklus „Embryo“ und „Evolution“.

Lyrischer Nachklang zu herausragenden Bühnen-Events
- „von anfang zu anfang“ - Text zur Premiere der Oper „Morgen und Abend“ von Georg Friedrich Haas, Grazer Oper, 2022
- „mnozil“ - 14 poetische Konzertbilder zu Aufführung im Burgtheater Wien, 2022

## Werke als Zeichner, Maler und Fotograf
Die bildende Kunst bildet im Werk von Lorenz Maierhofer eine dritte Ausdrucksebene. Immer wieder verbinden sich die drei Bereiche Musik, Text und Bild in kongenialer Weise. Lange Jahre standen bei ihm Musik und Text im Zentrum seines Schaffens. Anknüpfend an seine bildnerisch aktiven Jugendjahre (u. a. Schüler des Malers und Medienkünstlers Wolfgang Temmel) gibt Lorenz Maierhofer nun auch dem Zeichnen und Malen wieder künstlerisch kreativen Freiraum.
Inhaltlich thematisieren die Malereien und Zeichnungen Aspekte des Menschen und der Zeit, sie sind narrativ bis abstrakt und poetisch bis karikatürlich. Viele der Bilder zeigen vielschichtige Bilder in Bildern, sie sind humanpolitische Statements, gesellschaftskritische Aufschreie und kulturelle Nachdenkmale.
In seinem eigenständig charakteristischen Gestaltungsstil realisiert Lorenz Maierhofer poetische Bildräume, die auf unterschiedlichen Untergründen und Materialien sprechen, flüstern, klagen, schreien und schweigen. Neben traditioneller Malerei mit Öl, Acryl und Kreide interessiert ihn vor allem die Gestaltung mit modernen Tools des „digital painting“ (inspiriert von David Hockney), damit bewegt er sich künstlerisch souverän auf interessanten Ausdruckspfaden des 21. Jahrhunderts. Die Werke können in digitalen Präsentationsformen ebenso überraschen wie als hochwertige Kunstdrucke (punzierte und signierte FineArt-Prints, optional auch als NFT codierte Originale).
2022 zeigt Lorenz Maierhofer seine Werke in großen Online-Galerien
- Galerie: „human colours“ - 250 Bilder führen von den Wurzeln des Menschen (ausgehend vom  Mutterkontinent AFRIKA, vom tief verwurzelten Mikrobiom der Menschheit) bis zu Aspekten des Menschlichen im Heute und Morgen. Mehr zu den Arbeiten und zum Bilderzyklus erfährt man in der Galerie. Als Gesamtkünstler Lorenz Maierhofer die Bilder kontrapunktisch mit eigenen Texten (Aphorismen, Hörstücke und psycho-ästhetische Texte) sowie mit Audios und Videos von seinen musikalischen Werken verwoben.

- Galerie: „ent kreuzigung“ - 21 Nachdenkmale auf Pfaden der Glaubenspassion - text - bild - musik. Begleitet von Lorenz Maierhofers zeitgenössischer Komposition „eternal hallelujah“ für Chor, Orgel, Soli begegnen Bilder des Glaubens und Zweifelns: „kunst übermale lawinen der zeit mit neuen horizonten“

Viele der Zeichnungen und Malereien laden zu Dialogen und inhaltlicher Reflexionen ein. Viele Werke können in Ausstellungen wie auch als großdimensionale Projektionen und Installationen ihre Bildwirkung entfalten. In inhaltlich zeitkritischen Kunstfilmen verbindet Lorenz Maierhofer seine Bilder ebenso mit Texten und Musik wie in der Illustration seiner Lyrikbände – immer wieder sind es gesamtkünstlerische Evokationen.
Themen weiterer Bilderzyklen: „Free“, „Art of Music“, „Anthropozän – das Zeitalter des Menschen“, „Calm & abstract“, „Africa“, „Aspects of Green“, „Change“, „Masks“, „Picture Stories“ u. a.
Lorenz Maierhofers Illustrationen zu seinen Lyrik-Bänden „Mein Dezember“ (2020), „sing.art“ (2021) und „waldatmen“ (2022) erweitern und vertiefen die poetischen Inhalte mit abstrahierten Zeichnungen. Sie verbinden sich auch mit seiner Musik in eindrücklicher Weise. Die Vielzahl der unverwechselbaren Zeichnungen macht die Lyrikbände zugleich zu Kunstbänden.
Kunstfilm: „Die Fremde“, „Endzeit-Theater“ u. a. Lorenz Maierhofer agiert sowohl als Texter wie auch als Dramaturg und audio-visueller Gestalter.
Fotografie: „DAS GESTERN.TOR“ - Schlüssel-Erkenntnisse - poetische Fotografie und Texte - 2020

## Auszeichnungen
- 2025: Ehrenzeichen des Landes Steiermark für Wissenschaft, Forschung und Kunst[1]